# 死を待つ人々の家

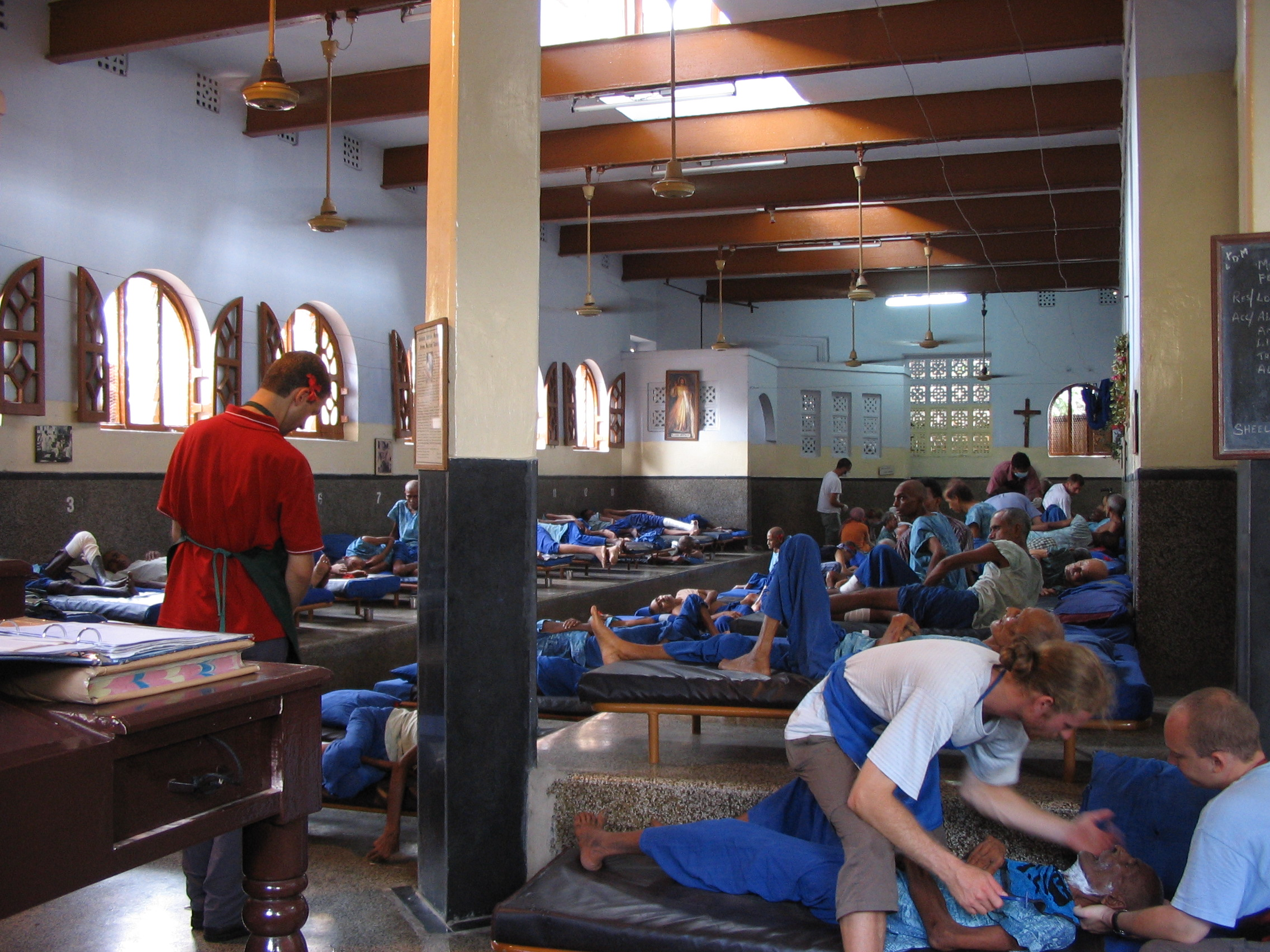
死を待つ人々の家

死を待つ人々の家（しをまつひとびとのいえ）は、1952年にマザー・テレサにより、インドのカルカッタに設立された、貧困や病気で死にそうになっている人の最期を看取るための施設。ヒンドゥー教のカーリー神を祭る寺院であったが、長く放置され荒れ果てていたものをリニューアルして病院にしたもの。この施設は、マザー・テレサの49回目の誕生日を記念して開所したものである。
ここで死を迎える人々は、生命のあるうちに本人の信仰している宗教を尋ねられ、亡くなった後はその人の宗教のやり方で葬儀が行われる。なお、ここに収容された人々の全てがそのまま死を迎えるわけではなく、約半数の人々は無事に回復して施設から出ているという。